# Sicuani
Sicuani est une ville de la Province de Canchis dans la Région de Cuzco au Pérou. C'est la deuxième ville la plus importante dans ce département.
Sicuani se trouve à 3 548 m d'altitude, au nord-ouest du lac Titicaca. La population était de 42 551 habitants en 2007.